# Georg von Kopp

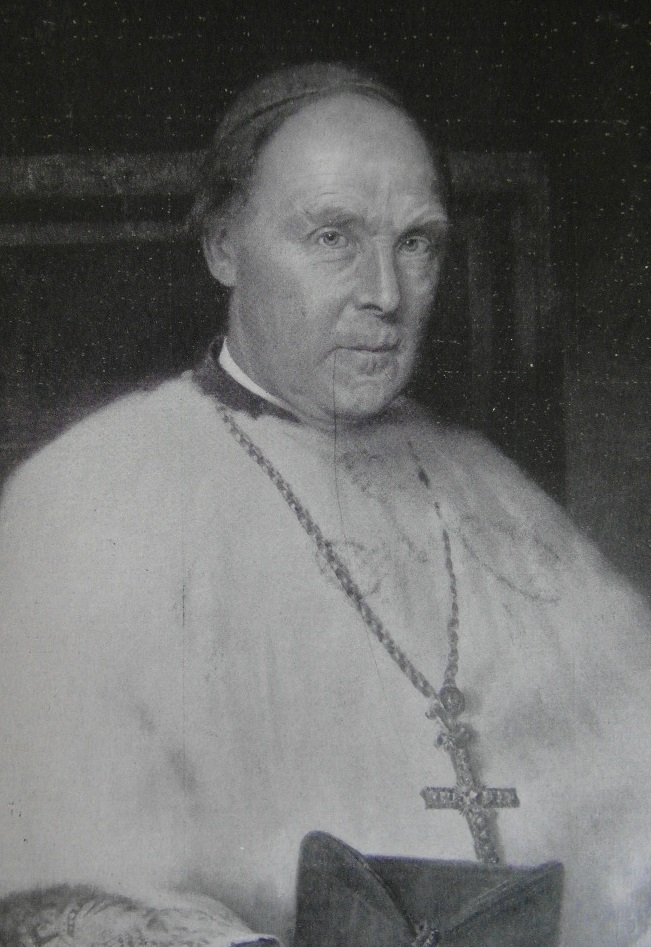
Georg Kardinal von Kopp, Fürstbischof des Bistums Breslau
(Gemälde von Paul Beckert, 1912)

Georg Kopp, ab 1881 Georg von Kopp, ab 1893 Georg Kardinal von Kopp (* 25. Juli 1837 in Duderstadt im Eichsfeld; † 4. März 1914 in Troppau, Österreichisch Schlesien) war von 1881 bis 1887 Bischof von Fulda, von 1887 bis 1914 Fürstbischof von Breslau und ab 1893 Kardinal.

## Herkunft und Werdegang
Georg Kopps Eltern waren der Weber Ignaz Kopp und dessen Ehefrau Wilhelmine, geb. Oppermann. Nach dem Abschluss der Bürgerschule und des Progymnasiums in Duderstadt besuchte er das Gymnasium Josephinum in Hildesheim. Nach dem Abitur trat er 1856 als Eisenbahn-Hilfstelegraphist in den hannoveranischen Staatsdienst ein, den er nach zwei Jahren vorzeitig verließ.
Von 1858 bis 1861 studierte er an der Philosophisch-theologischen Lehranstalt in Hildesheim. Nach der Priesterweihe am 28. August 1862 wirkte er als Kaplan und Religionslehrer. 1865 erfolgte die Berufung an das Hildesheimer Generalvikariat, wo er 1868 zum Assessor befördert wurde. Bischof Wilhelm Sommerwerck ernannte ihn 1872 zum Domkapitular und zum Generalvikar.
In den folgenden Jahren des Kulturkampfes verwaltete Kopp sein Amt umsichtig. Er legte aus patriotischer Gesinnung viel Wert auf ein gutes Einvernehmen mit der preußischen Regierung und Reichskanzler Otto von Bismarck, zu dem er bereits 1872 Kontakt aufgenommen hatte.

## Bischof von Fulda

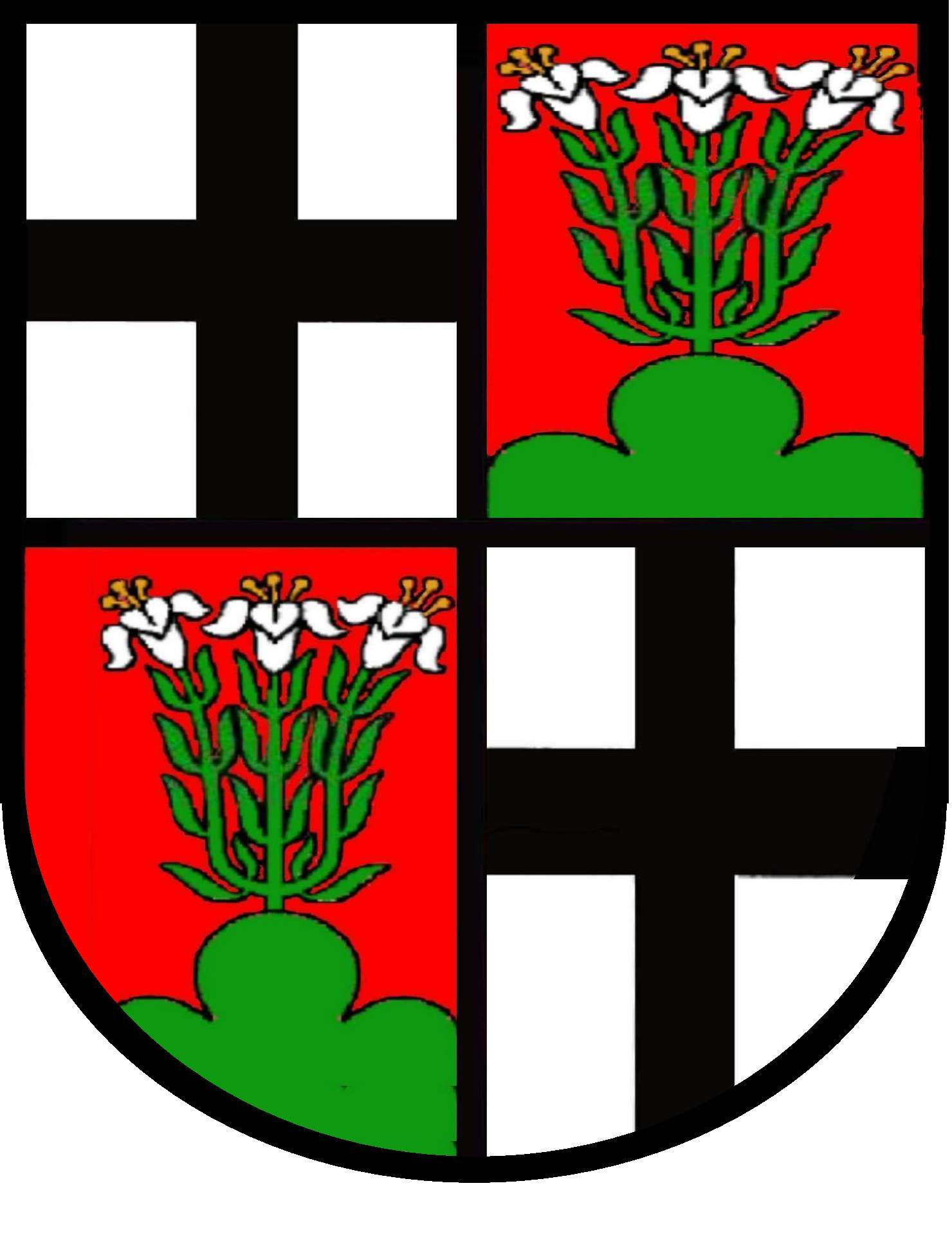
Wappen des Bischofs von Fulda 1881–1887

Als nach acht Jahren Sedisvakanz 1881 ein neuer Bischof von Fulda gewählt werden sollte, war Kopp der einzige Kandidat, dem Preußen zustimmen wollte. Die Bestätigung durch Papst Leo XIII. erfolgte am 15. November 1881, die Bischofsweihe nahm am 27. Dezember 1881 Wilhelm Sommerwerck, sein früherer Lehrer, vor; Mitkonsekratoren waren Franz Joseph von Stein, Bischof von Würzburg, und Michael Felix Korum, Bischof von Trier. In seiner Diözese, die vom Kulturkampf stark in Mitleidenschaft gezogen worden war, setzte sich Georg von Kopp für die Erneuerung der seelsorglichen Dienste und der kirchlichen Organisationsstrukturen ein. Trotz der Anfeindungen durch die ultramontane Presse war Kopp bemüht, ein friedliches Verhältnis der Kirche zur preußischen Regierung herzustellen, und unterstützte den Papst bei den Verhandlungen über die Revision der Maigesetze.
Der Berufung in den Preußischen Staatsrat 1884 folgte 1886 mit Zustimmung des Papstes die Ernennung zum Mitglied des Preußischen Herrenhauses. Dadurch konnte er an der Vorbereitung und Verabschiedung der Kirchengesetze von 1886 und 1887 entscheidend mitwirken, hatte jedoch nachfolgend die Mehrheit der Bischöfe und des Zentrums gegen sich, die eine kompromisslose Zurücknahme der Folgen des Kulturkampfes und eine Wiederherstellung der ursprünglichen kirchlichen Positionen forderten.

## Bischof von Breslau

Georg Kardinal Kopp, Fürstbischof von Breslau, 1912

Auf Wunsch der preußischen Regierung und gegen den Widerstand des Domkapitels, das andere Kandidaten zur Wahl vorgeschlagen hatte, berief der Papst Georg Kopp am 9. August 1887 zum Fürstbischof von Breslau. Da zum Breslauer Bistum auch Gebiete im damaligen Österreichisch-Schlesien gehörten, wurde er gleichzeitig mit der Ernennung Mitglied des österreichischen Herrenhauses und des Troppauer Landtages.
Als Oberhirte der flächenmäßig größten und reichsten Diözese des Deutschen Reiches widmete sich Kopp der Reorganisation und dem Ausbau seines Bistums und unterstützte das katholische Vereinsleben. Durch den Ausbau der geistlichen Bildungseinrichtungen, den Neubau des theologischen Konvikts und der Knabenkonvikte in Beuthen, Glogau und Gleiwitz sowie des Konvikts und Priesterseminars in Weidenau förderte er den Priesternachwuchs. Während seiner Amtszeit entstanden mehr als 650 Kirchen, Klöster und kirchliche Anstalten. Für die polnischsprachige Bevölkerung in Oberschlesien befürwortete er den Gebrauch der Muttersprache in Kirche und Religionsunterricht und bekämpfte 1908 das antipolnische Enteignungsgesetz.
1882 bezog Kopp öffentlich Stellung gegen Ritualmordbeschuldigungen gegenüber Juden. 1900 wurden seine Äußerungen erneut abgedruckt.
Am 16. Januar 1893 nahm ihn Papst Leo XIII. als Kardinalpriester mit der Titelkirche Sant’Agnese fuori le mura in das Kardinalskollegium auf.

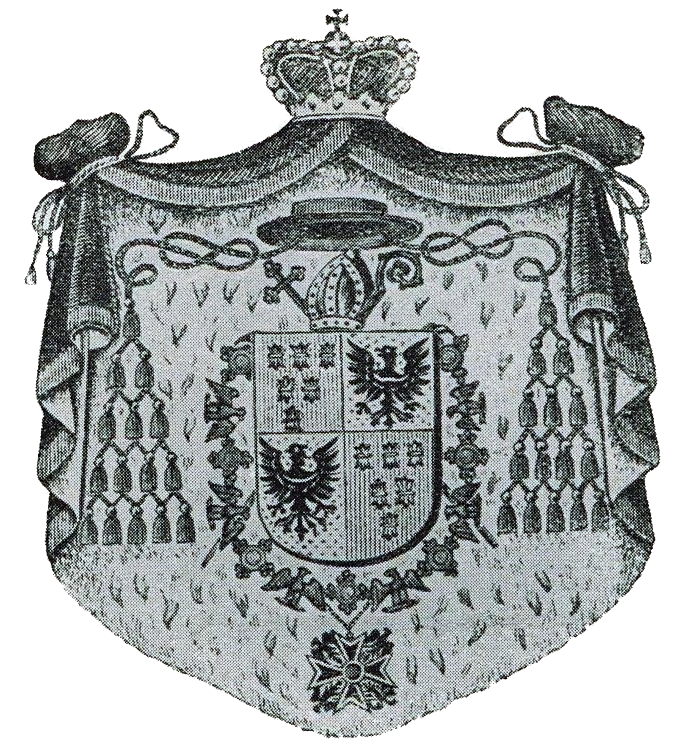
Wappen des Fürstbischofs und Kardinals

1897 übernahm Kopp die Leitung der Fuldaer Bischofskonferenz, die er bis zu seinem Tode innehatte. Damit gelang ihm der Aufstieg an die Spitze des deutschen Episkopats. Die Göttinger Gesellschaft der Wissenschaften ernannte ihn 1902 zum Ehrenmitglied.
Obwohl sich sein Einfluss in Berlin und an der römischen Kurie nach dem Tod von Papst Leo XIII. verringerte, erhielt er für seine Vermittlerrolle zwischen Regierung und Papst 1906 von Kaiser Wilhelm II. den Schwarzen Adlerorden, mit dem die Aufnahme in den erblichen preußischen Adel verbunden war.

## Beurteilung, Leistungen und Tod

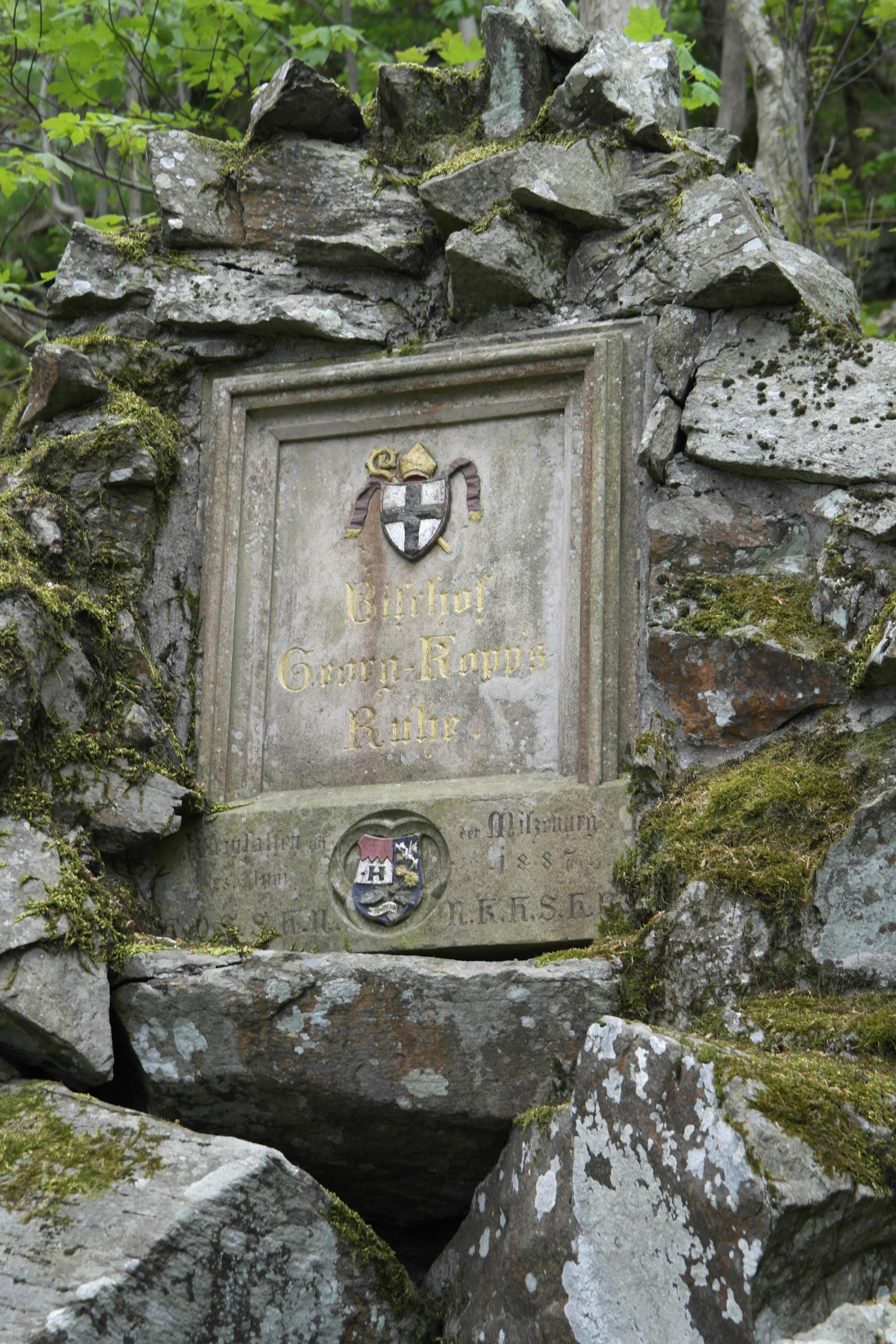
Denkmal für den Fuldaer Bischof Georg von Kopp am Fuß der Milseburg

Durch seinen Einfluss auf die Beilegung des Kulturkampfes und die Integration der katholischen Kirche im Deutschen Kaiserreich kann Kopp zu den bedeutendsten Kirchenfürsten seiner Zeit gezählt werden. Andererseits war sein Wirken gerade wegen dieser Leistungen nicht unumstritten. Sein Einvernehmen und seine Zusammenarbeit mit den Staatsbehörden schwächte die Ziele der katholischen Zentrumspartei und entfremdete ihn auch einem Teil seiner Amtsbrüder. Durch mangelndes Verständnis für die Ziele der katholischen Arbeiterbewegung verlor er auch den Kontakt zur Basis der Gläubigen. Seine regierungsfreundlichen Positionen während des Wreschener Schulstreiks wie auch im Gewerkschaftsstreit, die in den letzten Jahren der Amtszeit von Kopps seine öffentliche Wahrnehmung beherrschten, brachten ihn in scharfen Gegensatz zu fortschrittlichen Kräften innerhalb und außerhalb des Katholizismus, was den Ruf als äußerst konservativer, ultramontaner Kirchenfürst zementierte, der sein Bild in der deutschen Öffentlichkeit bei seinem Tod bestimmte. Im Zuge eines Konflikts mit Wojciech Korfanty versuchte er, ihn an einer kirchlichen Heirat zu hindern.

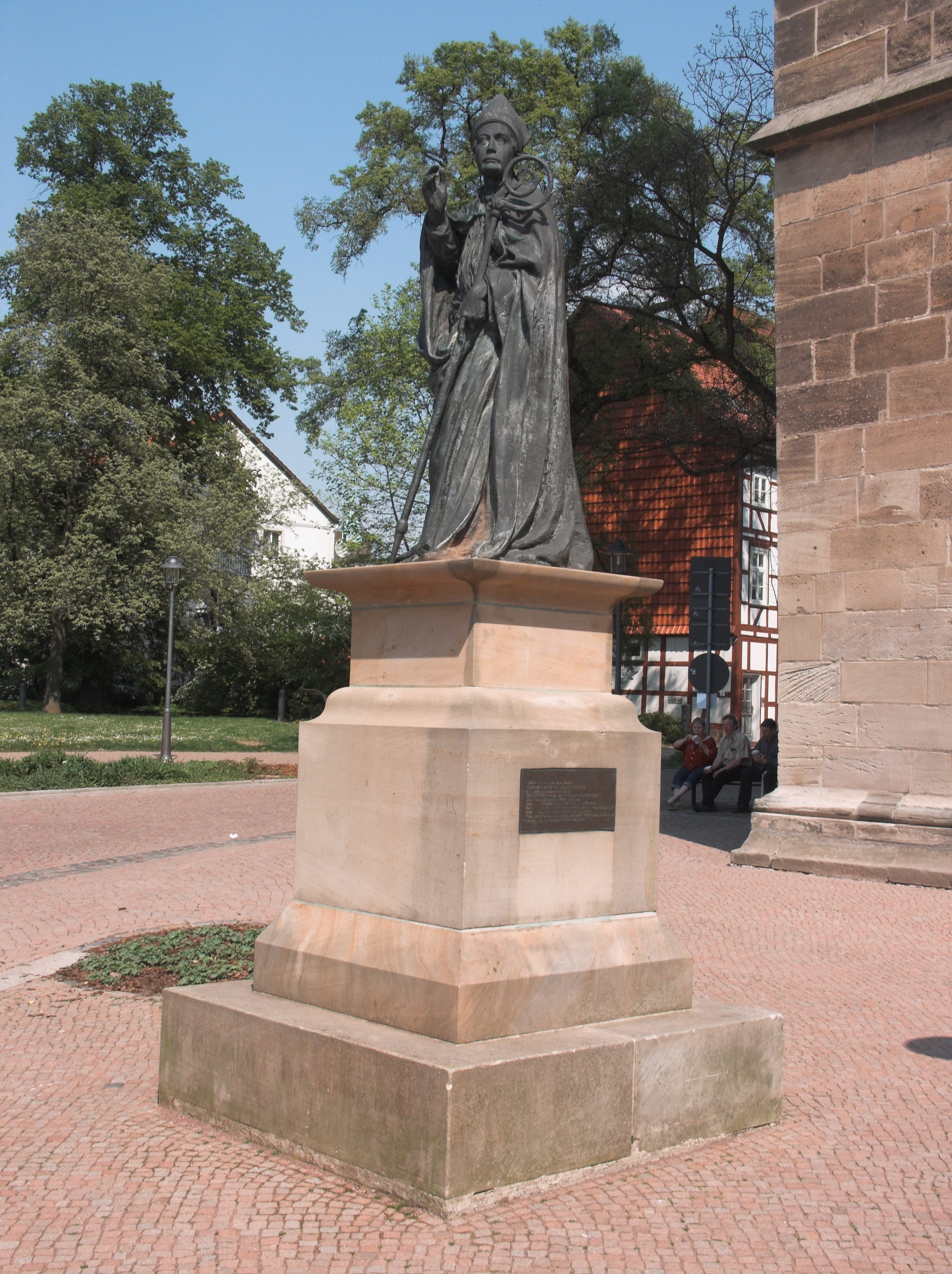
Denkmal für Georg von Kopp vor der Basilika St. Cyriakus in Duderstadt

Kopp war ein großer Förderer von Kunst und Wissenschaft. Er schuf das Erzdiözesanarchiv und -museum in Breslau und erneuerte die Dombibliothek. Zahlreiche wissenschaftliche Vorhaben und Ausgrabungen wurden von ihm unterstützt. Die Universitäten Breslau und Münster verliehen ihm die Ehrendoktorwürde. Er war Ritter des Ritterordens vom Heiligen Grab zu Jerusalem.
Am 10. Juni 1882 nahm ihn die im Bistum Fulda gelegene katholische Studentenverbindung VKDSt Rhenania Marburg im Cartellverband der katholischen deutschen Studentenverbindungen als Ehrenmitglied auf, am 25. Oktober 1887 die KDStV Winfridia (Breslau) Münster.
Von Kopp trat öffentlich für die katholische Mäßigkeitsbewegung ein und versuchte deren innerkirchliche Akzeptanz zu fördern.
Er starb 1914 und wurde im Breslauer Dom bestattet.